# Histoire de Ceylan pendant la Seconde Guerre mondiale

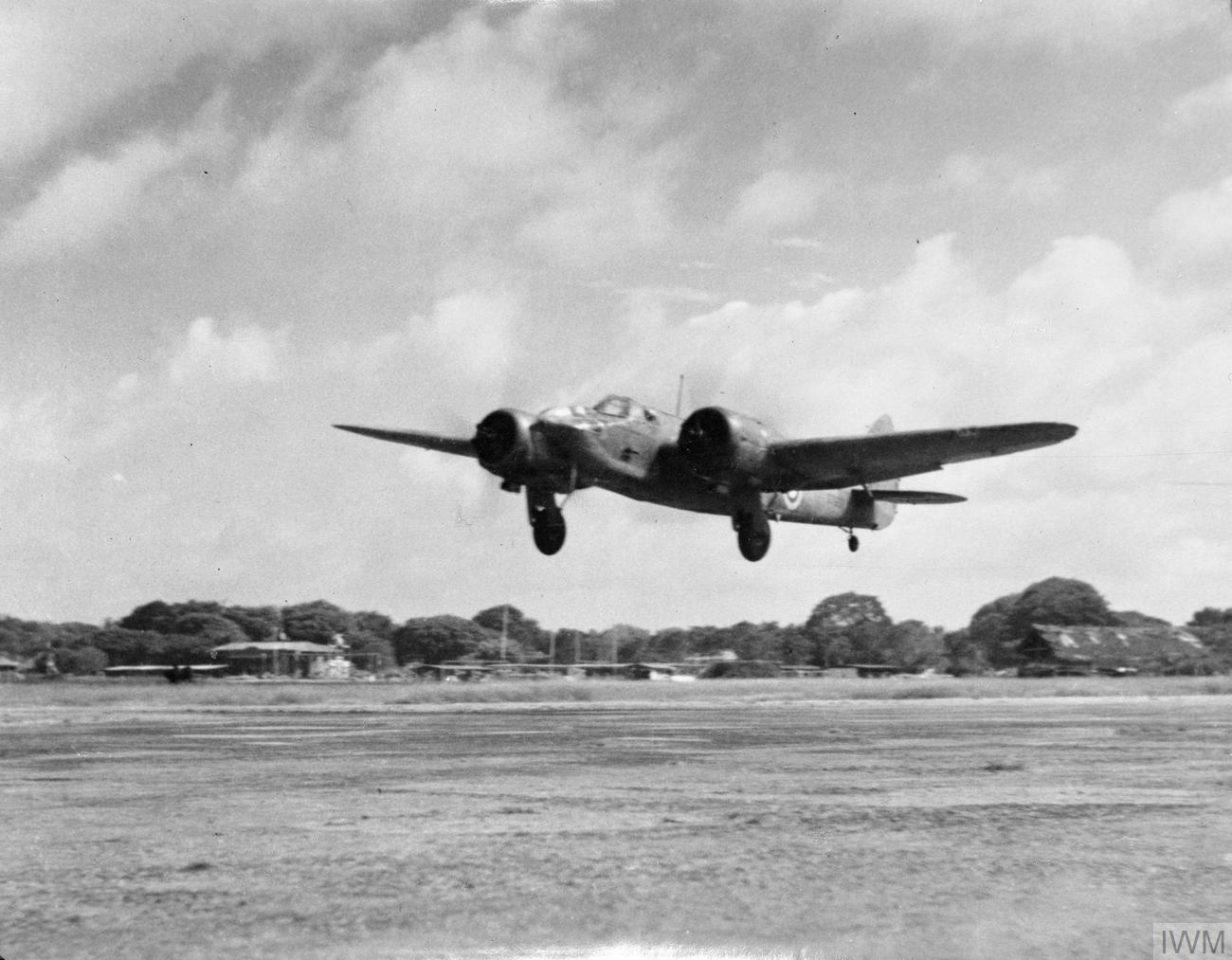
Bombardier Bristol Blenheim de la RAF décollant de l'hippodrome de Colombo à Ceylan pendant la Seconde Guerre mondiale.

Après le déclenchement de la Seconde Guerre mondiale, dans la colonie de la Couronne britannique de Ceylan (aujourd'hui le Sri Lanka), le gouvernement de Don Baron Jayatilaka assure au roi britannique et au gouvernement de sa majesté son soutien continu.

## Préparatifs de guerre
Les Britanniques occupaient les zones côtières de l'île depuis 1796, mais après 1917, la colonie n'avait plus de garnison régulière de troupes britanniques. La Ceylan Defence Force et la Ceylan Navy Volunteer Reserve ont été mobilisées et agrandies. La Royal Navy maintenait des installations navales à Trinquemalay et la Royal Air Force (RAF) avait établi un aérodrome à China Bay (Trincomaley) bien avant la guerre.
Après la chute de Singapour, la station des Indes orientales de la Royal Navy est déplacée à Colombo, puis à Trinquemalay. L'amiral Geoffrey Layton est nommé Commander-in-Chief, Ceylon, le vice-maréchal de l'Air John D'Albiac est nommé Air Officer Commanding et l'amiral James Somerville nommé commandant de la British Eastern Fleet.
Les défenses terrestres fixes consistaient en quatre batteries côtières à Colombo et cinq à Trinquemalay ; ceux-ci ont été établis juste avant la guerre. Les défenses aériennes ont été étendues à partir de 1941 avec la RAF occupant l'aérodrome civil de Ratmalana près de Colombo avec son quartier général de station installé à Kandawala. Un autre aérodrome a été rapidement construit à Koggala près de Galle et plusieurs pistes d'atterrissage temporaires ont été construites à travers le pays, dont la plus grande à l'hippodrome de Colombo. Plusieurs escadrons de la RAF ont été envoyés à Ceylan et plusieurs unités du Commonwealth étaient également stationnées à Ceylan pendant toute la durée de la guerre.

## Volontaires Ceylanais
Comme pour les autres colonies britanniques, la conscription n'a pas été mise en œuvre à Ceylan. Cependant, les Ceylanais ont été encouragés à se porter volontaires pour le service militaire. Beaucoup ont répondu à l'appel tout au long de la guerre, la plupart rejoignant la Ceylon Defence Force (en), qui est passée d'une unité de réserve à une force mobilisée de 10 bataillons d'infanterie, 3 régiments d'artillerie et des unités de soutien. Pour la première fois, des unités ceylanaises ont été déployées à l'extérieur de Ceylan en formation jusqu'à la mutinerie des îles Cocos, après quoi le déploiement à l'étranger d'unités ceylanaises a été arrêté à quelques exceptions près.
Les Ceylanais ont continué à se porter volontaires et ont rejoint l'armée britannique, la RAF et la Royal Navy. Ils ont été complétés par du personnel de la Ceylan Defence Force qui a demandé un transfert dans les unités de première ligne de l'armée britannique. Ils ont servi en Birmanie et plus tard en Malaisie, ou au sein des Royal Engineers en Italie et dans le Royal Army Service Corps (en) au Moyen-Orient et en Afrique du Nord. Le 1er bataillon du Ceylan Corps of Military Police a servi en Malaisie jusqu'en 1949.
Plusieurs de ceux qui ont servi dans les forces du Commonwealth pendant la guerre ont servi dans les forces armées srilankaises après l'indépendance de Ceylan en 1948 ; il s'agit du général D. S. Attygalle, du général de division Anton Muttukumaru, du général de division Bertram Heyn, du général de division Richard Udugama, du général de division H. W. G. Wijeyekoon, du contre-amiral Rajan Kadiragamar et du vice-maréchal de l'Air Edward Amerasakera.

## Réserve de volontaires de la marine de Ceylan
La Ceylan Royal Navy Volunteer Reserve (en) (CRNVR) a été reprise par la Royal Navy. Faisant ses armes sur les remorqueurs de la Commission portuaire Samson et Goliath, il a par la suite équipé et exploité des chalutiers et des baleiniers antarctiques convertis en dragueurs de mines et équipés de canons, d'équipements de détection de sous-marins et d'armes anti-sous-marines. Il s'agissait des HMS Overdale Wyke (le premier navire à être acheté par le gouvernement de Ceylan), Okapi, Semla, Sambhur, Hoxa, Balta et HM Tugs Barnet et C405. En outre, il a équipé plusieurs bateaux de pêche à moteur (MFV) et divers navires auxiliaires. Tous étaient occupés exclusivement par du personnel du CRNVR. Ces navires étaient destinés à ratisser et à garder les approches des ports, mais étaient également souvent utilisés pour des missions prolongées en dehors des eaux côtière de Ceylan. Au cours de ces opérations, les navires ont été sous le feu de l'ennemi, ont récupéré des informations essentielles sur les avions japonais abattus, ont navigué vers Akyab après l'ouverture du front de Birmanie dans deux MFV pour les tâches portuaires et l'un a été sommé d'accepter la reddition du navire colonial italien Eritrea en l'escortant jusqu'au port avec un équipage de prise à bord.

## Mutinerie des îles Cocos
Le naufrage du cuirassé HMS Prince of Wales et du croiseur de bataille HMS Repulse, et la chute subséquente de Singapour, ont perforé à jamais le mythe de l'invincibilité britannique. Dans ce contexte, et sur l'agitation du parti Lanka Sama Samaja d'inspiration trotskiste, des soldats de l'artillerie de la garnison de Ceylan sur l'île Horsburgh, dans les îles Cocos, se sont mutinés dans la nuit du 8 mai 1942, dans l'intention de céder les îles aux Japonais. Cependant, la mutinerie a été vaincue en une heure, les mutins punis et les trois meneurs exécutés ; les seuls militaires du Commonwealth britannique à être exécuté pour mutinerie pendant la Seconde Guerre mondiale.
Après la mutinerie, l'utilisation des troupes de combat ceylanaises a été interrompue par les Britanniques, bien qu'un certain nombre d'unités de ravitaillement et de transport aient été utilisées dans les zones arrière du Moyen-Orient. Les défenses de Ceylan sont renforcées par la 7e division australienne et des éléments de la 1re division africaine raison de l'importance stratégique de l'île, détenant la quasi-totalité des ressources en caoutchouc de l'Empire britannique. Le rationnement fut institué pour que les Ceylanais soient comparativement mieux nourris que leurs voisins indiens ; une mesure prise pour empêcher leur désaffection.

## Attaque japonaise sur Ceylan

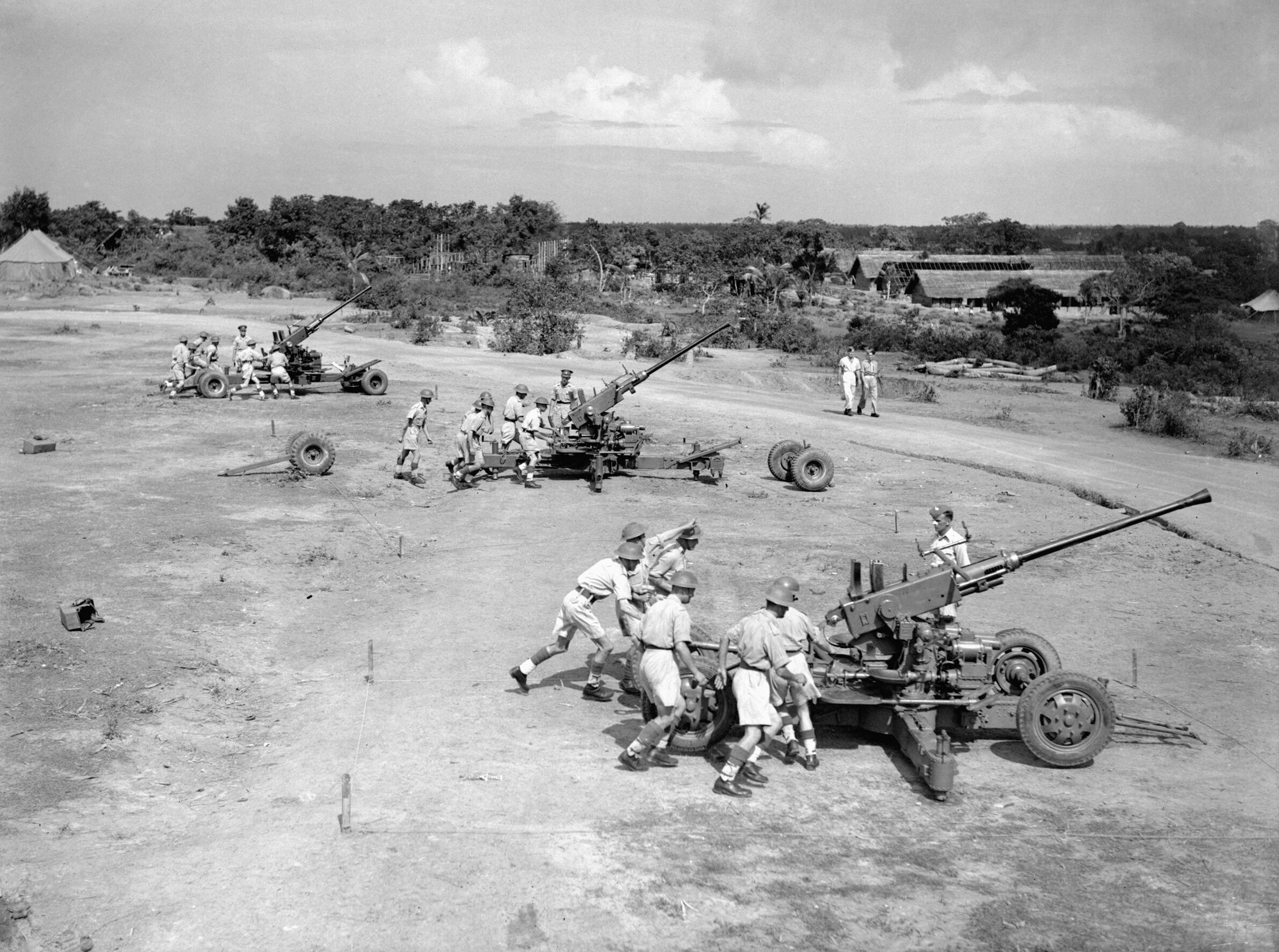
Défenses antiaériennes britanniques à Ceylan, 1943.

Le raid du dimanche de Pâques est le raid aérien effectué par le Japon le dimanche de Pâques (5 avril 1942) à Colombo ; quelques jours plus tard, Trincomaley a également été attaqué. Celles-ci ont été entreprises dans le cadre de raids commerciaux et de harcèlement de l'Eastern Fleet dans l'océan Indien.
Bien que l'effet militaire des raids ait été substantiel — ils ont entraîné le naufrage de plusieurs navires, dont deux croiseurs et un porte-avions, l'effet sur la population ceylanaise a été bien plus important car elle avait entendu parler du massacre de Nankin et de l'acte de brutalité de les Japonais dans les pays occupés. La population civile a commencé une fuite paniquée de Colombo et de Ceylan par bateau vers l'Inde à la suite du raid.

## Opposition et nationalisme anticolonial
Il y avait une certaine opposition à la guerre à Ceylan, en particulier parmi les ouvriers et les nationalistes (comme le Congrès national de Ceylan), encouragés par le parti trotskiste Lanka Sama Samaja (ou « Samasamajistes »), qui soutenait le mouvement indépendantiste et menait le mouvement anti-mouvement de guerre, indiquant clairement qu'il ne se rangeait du côté ni des puissances de l'Axe ni des Alliés et considérait la guerre comme une guerre internationaliste. Le Parti communiste de Ceylan a également soutenu le mouvement contre la guerre car celle-ci était considérée également comme une guerre d'impérialistes. Mais en 1941, lors de l'attaque de l'Allemagne contre l'URSS, ils ont rejoint le mouvement pro-guerre en affichant un soutien aux Britanniques, tout en appelant une guerre populaire. Mais une grande partie de la population redoutait une victoire japonaise.
Parmi les bouddhistes, certains exprimaient de la colère au sujet des moines bouddhistes d'origine allemande internés comme « étrangers ennemis », alors que les prêtres catholiques allemands et italiens ne l'étaient pas. Deux jeunes membres du Parti au pouvoir, Junius Jayawardene (qui devint plus tard président) et Dudley Senanayake (plus tard le troisième Premier ministre), ont eu des discussions avec les Japonais en vue d'une collaboration pour évincer les Britanniques. Ces discussions ne sont pas allées plus loin puisque le D. S. Senanayake beaucoup plus âgé (plus tard le premier Premier ministre) les a arrêtées.
Les agitateurs indépendantistes se sont tournés vers l'opposition au soutien des ministres à l'effort de guerre britannique. Les ministres locaux ont présenté des motions offrant l'argent des contribuables ceylanais à l'effort de guerre britannique, auxquelles se sont opposées les membres indépendantistes du Conseil d'État. La propagande a été menée parmi les troupes, australiennes et britanniques ainsi qu'autochtones avec peu d'effet.
À partir de novembre 1939 et pendant la première moitié de 1940, il y eut une vague de grèves spontanées dans les plantations britanniques, visant essentiellement à obtenir le droit d'organisation. Il y avait deux principaux syndicats de plantation, le Ceylan Indian Congress de Natesa Iyer et le All-Ceylan Estate Workers Union (plus tard Lanka Estate Workers Union, LEWU) dirigé par les Samasamajistes. Dans la province centrale, la vague de grèves a atteint son apogée avec la grève du domaine de Mool Oya, menée par des samasamajistes. Après Mool Oya, la vague de grève s'est propagée et prolongée vers le sud vers Uva, les ouvriers recherchant de plus en plus la direction militante des samasamajistes. Le leader trotskiste N. M. Perera s'est adressé lors d'une grande réunion à Badulla le 12 mai, pourtant interdite par la police. À Wewessa Estate, les travailleurs ont mis en place un conseil élu et le surintendant a accepté d'agir en consultation avec le conseil des travailleurs. Un groupe de policiers armés déployé pour rétablir « l'ordre public » a été désarmé par les travailleurs. La vague de grèves a finalement été repoussée par une vague de terreur de la police, aidée par les inondations qui ont coupé Uva du reste du pays pendant plus d'une semaine.
Cependant, les autorités coloniales trouvaient que la lutte pour l'indépendance devenait trop importante. Après Dunkerque, les autorités coloniales britanniques ont réagi dans la panique (comme le révèlent des dossiers secrets publiés des décennies plus tard) et les membres du Conseil d'État du LSSP N. M. Perera et Philip Gunawardena et d'autres ont été arrêtés le 18 juin. La presse samasamajiste a été perquisitionnée et scellée. Des règlements ont été promulgués qui ont rendu pratiquement impossible le travail en groupe ouvert.
L'opposition publique à la domination coloniale britannique a continué de croître. Oliver Ernest Goonetilleke, commissaire à la défense civile, s'est notamment plaint que le commandant britannique de Ceylan, l'amiral Layton, l'ait traité de « bâtard noir ».
Les Ceylanais de Singapour et de Malaisie occupés par les Japonais ont formé le « régiment de Lanka » de la soi-disant armée nationale indienne qui avait été établie par l'Allemagne nazie, directement sous Netaji Subhas Chandra Bose. Un plan a été fait pour les transporter à Ceylan par sous-marin, pour commencer la lutte pour l'indépendance, mais le plan échoua.
Les dirigeants du LSSP ont pu s'enfuir, avec l'aide d'un de leurs gardes. Plusieurs d'entre eux ont fui en Inde, où ils ont participé à la lutte sur le terrain, soulignant ce qui avait été établi avant la guerre, liant les luttes d'indépendance de l'Inde et de Ceylan. Cependant, un contingent important est resté, dirigé par Robert Gunawardena (en), le frère de Philip.

## Galerie de photos

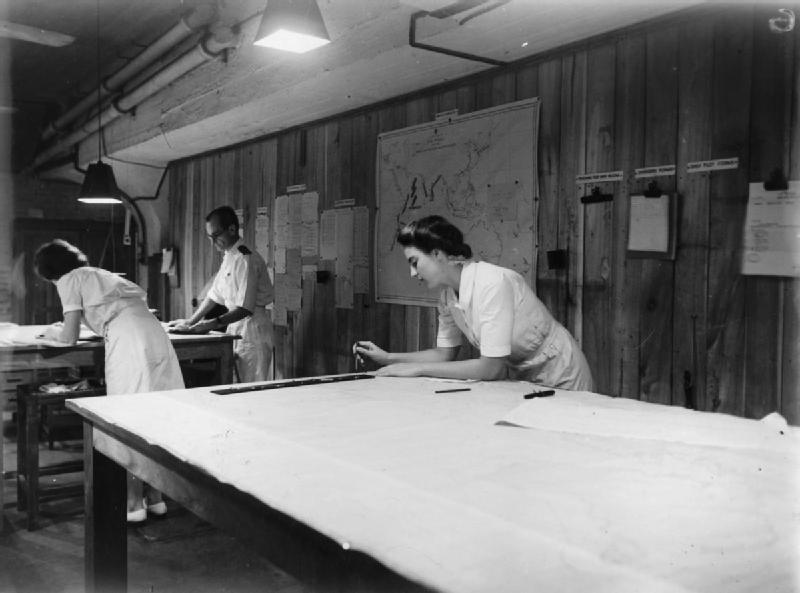
Women's Royal Naval Service (WRNS) à Ceylan.
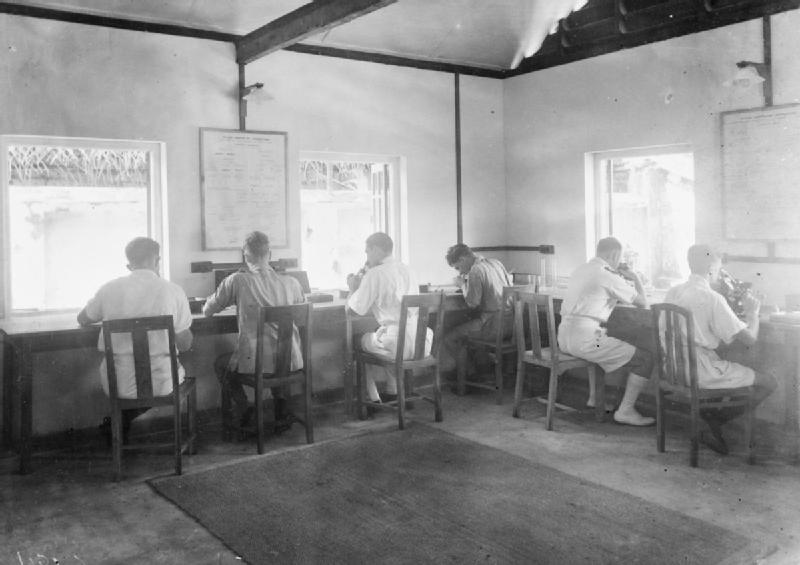
Royal Naval School de lutte contre le paludisme et le contrôle d'hygiène, à Colombo.
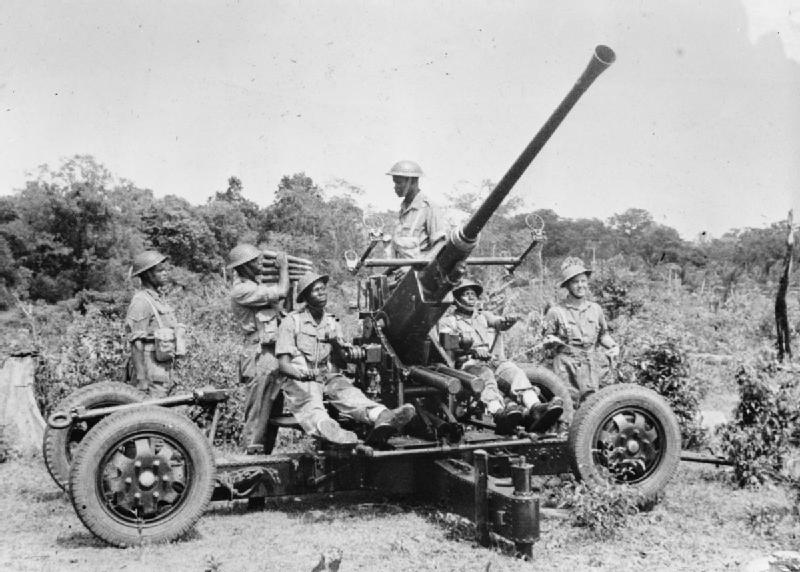
Askaris de la 11e division d'infanterie (East Africa) s'entraînant au canon anti-aérien.
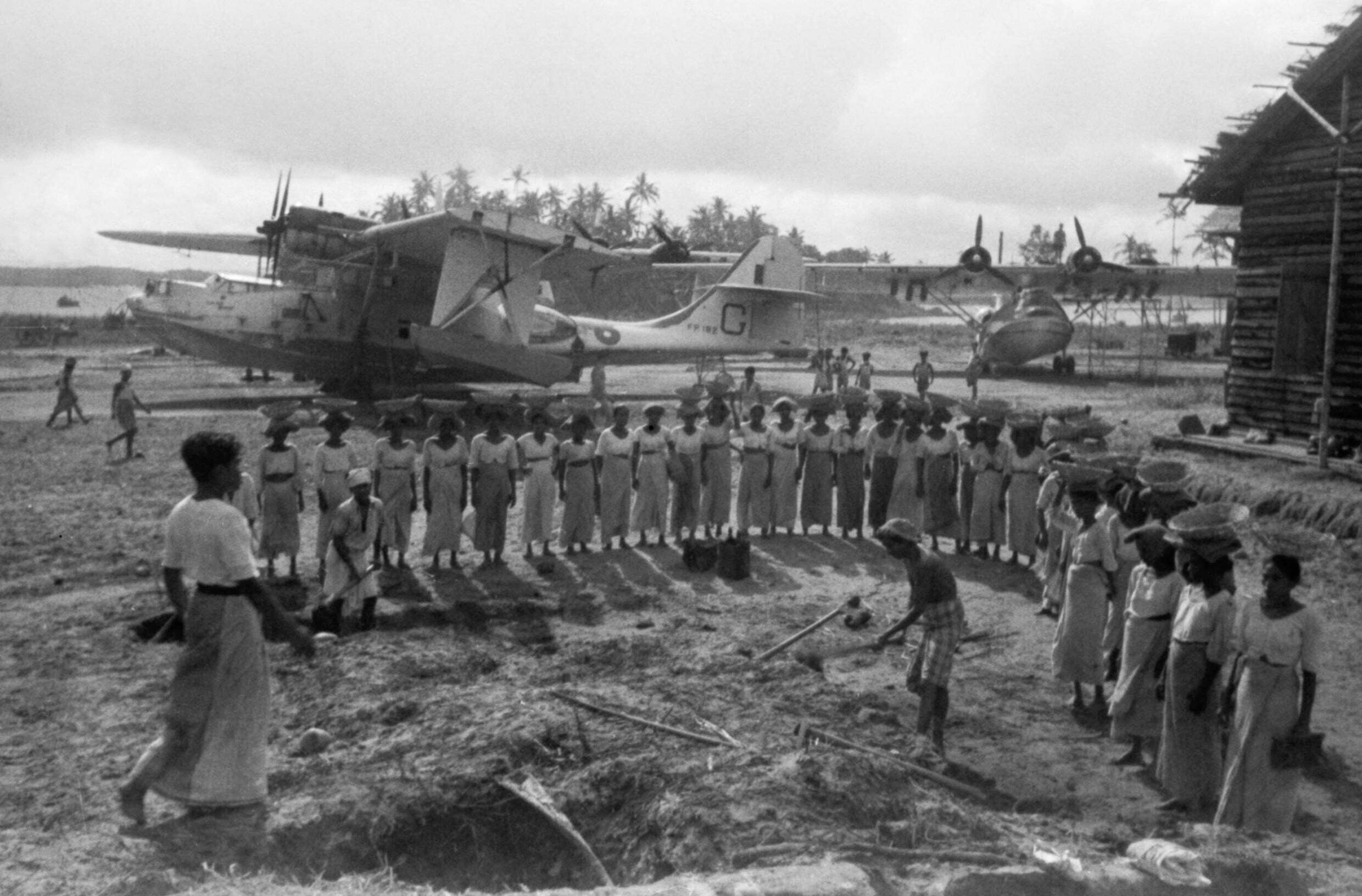
Ouvrières cinghalaises participant au chantier d'une base d'hydravions de la RAF à Red Hills Lake, Ceylan, septembre 1944.
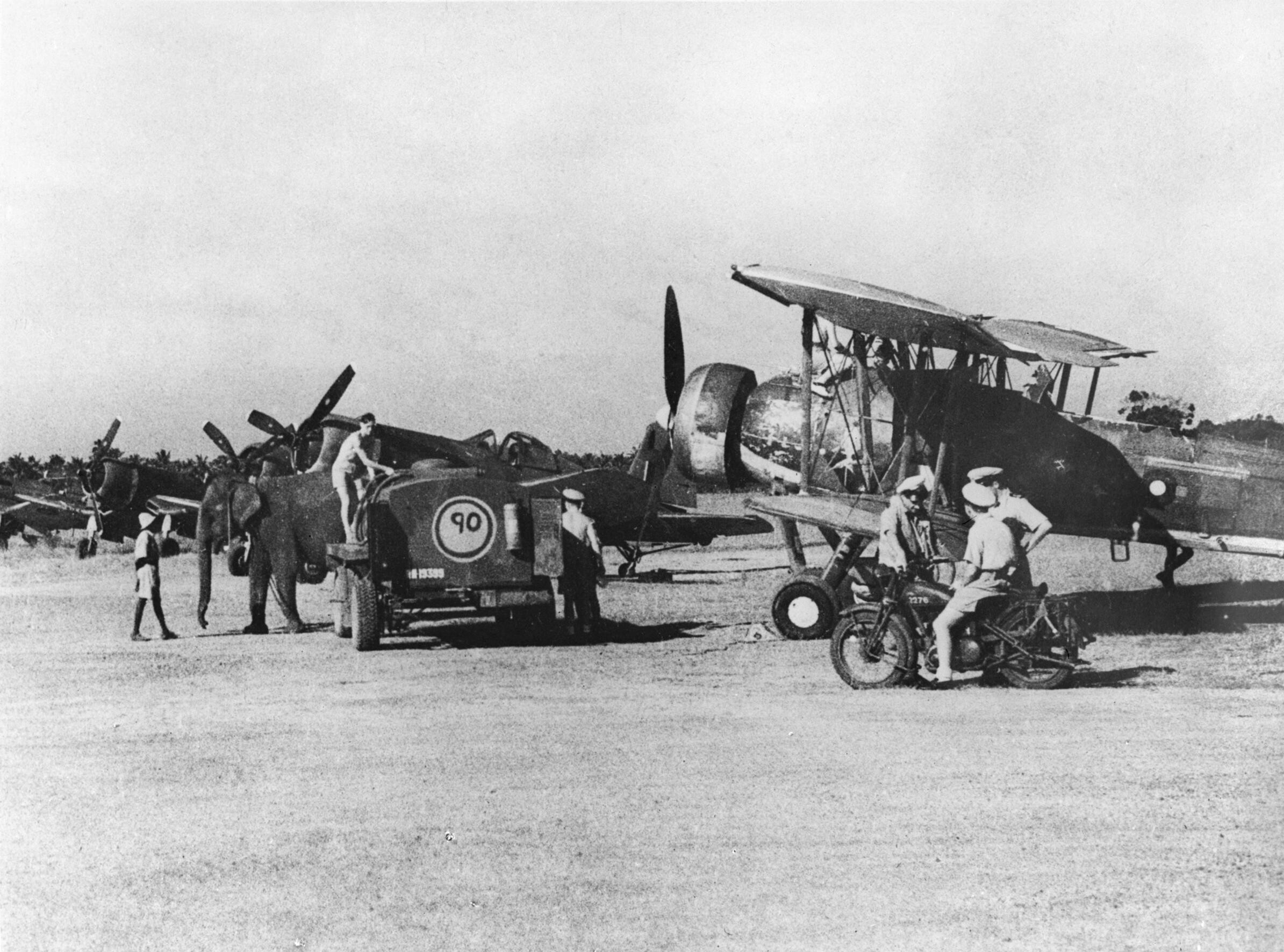
Fifi, l'éléphant travailleur à la base RNAS Puttalam, Ceylan, remorque un distributeur d'essence pendant le ravitaillement d'avions de la Fleet Air Arm.